# Zellwood
Zellwood és una concentració de població designada pel cens dels Estats Units a l'estat de Florida. Segons el cens del 2000 tenia 2.540 habitants.

## Demografia
Segons el cens del 2000, Zellwood tenia 2.540 habitants, 1.239 habitatges, i 795 famílies. La densitat de població era de 252,1 habitants/km².
Dels 1.239 habitatges en un 9,5% hi vivien nens de menys de 18 anys, en un 55,8% hi vivien parelles casades, en un 5,6% dones solteres, i en un 35,8% no eren unitats familiars. En el 32,1% dels habitatges hi vivien persones soles el 23,8% de les quals corresponia a persones de 65 anys o més que vivien soles. El nombre mitjà de persones vivint en cada habitatge era de 2 i el nombre mitjà de persones que vivien en cada família era de 2,43.
Per edats la població es repartia de la següent manera: un 11,1% tenia menys de 18 anys, un 3,8% entre 18 i 24, un 15,4% entre 25 i 44, un 21% de 45 a 60 i un 48,7% 65 anys o més.
L'edat mediana era de 64 anys. Per cada 100 dones de 18 o més anys hi havia 84,6 homes.
La renda mediana per habitatge era de 29.300 $ i la renda mediana per família de 34.468 $. Els homes tenien una renda mediana de 24.091 $ mentre que les dones 20.378 $. La renda per capita de la població era de 22.683 $. Entorn del 6,6% de les famílies i l'11,9% de la població estaven per davall del llindar de pobresa.

## Poblacions més properes
El següent diagrama mostra les poblacions més properes.